# Başkalecik
Başkalecik ist ein Dorf (Köy) im Landkreis Pülümür der türkischen Provinz Tunceli. Im Jahr 2011 lebten in Başkalecik 51 Menschen.